# Tøyen station
Tøyen station är en tunnelbanestation i Tøyen i Oslos tunnelbana. Den öppnades den 22 maj 1966. I närheten ligger bland annat Munchmuseet och Botanisk hage.